# Карліс Аператіс
Карліс Аператіс (латис. Kārlis Aperāts; 5 березня 1891, Рига — 16 липня 1944, село Мозулі) — латвійський воєначальник, штандартенфюрер Ваффен-СС.

## Біографія
Народився в Ризі. Закінчив Петровську міську гімназію, потім працював бухгалтером.
У 1915 вступив до Імператорської армії.
У 1918 вступив до Латвійської армію. Під час приєднання Латвії до СССР уникнув репресій.
Під час окупації Латвії Третім Рейхом вступив в Латиський легіон СС.

## Смерть
Будучи пораненим в живіт в бою біля мосту через Синюху (село Мозулі), застрелився через загрозу потрапити в полон.

## Нагороди
- Пам'ятний знак Латиської визвольної війни
- Орден Трьох зірок
- Військовий орден Лачплесіса 3-го класу
- Орден Вієстура 4-го класу з мечами
- Залізний хрест
  - 2-го класу (22 серпня 1943)
  - 1-го класу (21 вересня 1943)
- Лицарський хрест Залізного хреста (21 вересня 1944)